# Bladfiskar
Bladfiskar (Nandidae) är en familj strålfeniga fiskar från södra Asien. Trivialnamnet bladfiskar kommer av att deras från sidorna sammanpressade kroppar och oftast brun till grönaktiga och fläckiga färgteckning gör att de liknar löv, en sorts kamouflage. Bladfiskar är sötvattensfiskar som förekommer i många olika miljöer, från i långsamt flytande floder och andra vattendrag, som kanaler och diken, till i sjöar, dammar och reservoarer, samt i våtmarker, träsk, översvämmade risfält och andra vattendränkta områden. Några arter kan också kan förekomma i brackvatten vid flodmynningar. De är rovfiskar som livnär sig av mindre fiskar och ryggradslösa djur, som små kräftdjur och insekter. De fångar sina byten genom att ligga i bakhåll bland vegetation, där deras utseende kamouflerar dem för bytet, samtidigt som kamouflaget också skyddar bladfisken själv från att upptäckas av större rovfiskar.
Familjen Nandidaes systematik har länge varit oklar och är fortfarande i vissa avseenden inte helt klarlagd och föremål för diskussion. Den systematiska historian är invecklad och flera olika taxonomiska representationer av familjen har förekommit. Den traditionella överordnade klassificeringen är inom ordningen aborrartade fiskar (Perciformes), men kladistisk klassificering under 2000-talet placerar familjen inom ordningen Anabantiformes. Den inre systematiken var länge baserad på traditionella metoder som iakttagbara egenskaper, och familjen Nandidae har tidigare ansetts omfatta flera släkten, som idag, efter mer fylogenetiska studier, är omklassade till nya familjer. En indelning efter fylogenetiska principer utgår från evolutionärt släktskap. Utseendemässiga likheter som den traditionella systematiken bygger på kan indikera släktskap, men likheten kan också vara ett resultat av konvergent evolution, och motsvarar då inte ett släktskap, varför den traditionella systematiken kan skilja sig från den nyare fylogenetiska systematiken. Idag anses familjen Nandidae efter fylogenetiska undersökningar under 2000-talet bestå av ett enda släkte, Nandus, med sju arter. Typart för släktet är Nandus nandus (Ganges bladfisk). Övriga arter är Nandus nebulosus (Borneos bladfisk), Nandus oxyrhynchus, Nandus prolixus, Nandus andrewi, Nandus mercatus och Nandus meni.
Tidigare har upp till sju andra släkten genom åren i olika kombinationer placerats i familjen, nämligen Afronandus, Badis, Dario, Monocirrhus, Pristolepis, Polycentropsis och Polycentrus. Trivialnamnet bladfisk har använts om fem släkten, Nandus, Afronandus, Monocirrhus, Polycentropsis och Polycentrus, vilket motsvarar en gruppering för Nandidae som användes i en inflytelserik studie av Liem 1970, vilken dock själv redan då noterade att hans gruppering troligen inte representerade en fylogenetisk linje och nämnde möjligheten av konvergent evolution inom gruppen. Som icke-systematiskt namn används bladfisk som en konsekvens inte bara om fiskar som ingår i familjen Nandidae, utan även om vissa andra fiskar med ett lövlikt utseende som tillhör andra familjer. På svenska brukar man till exempel med bladfisk i första hand syfta på Monocirrhus polyacanthus från Sydamerika. Det är en liten brunaktig, lövliknande fisk med ett utskott på underkäken som liknar ett bladskaft. Den förs systematiskt inte längre till familjen Nandidae, utan tillhör nu familjen Polycentridae, men associeras med trivialnamnet bladfisk i svenskan.
De sju släktena som någon gång av någon auktor förts till familjen Nandidae, men som numera inte längre ingår i familjen, är nu fördelade på följande familjer: Badidae (släktena Badis och Dario i södra Asien), Polycentridae (släktena Afronandus och Polycentropsis i Afrika och Polycentrus och Monocirrhus i Sydamerika) och Pristolepididae (släktet Pristolepis i södra Asien). Badidae, Nandidae och Pristolepididae bildar en klad, eller monofyletisk grupp, som underordningen Nandoidei inom ordningen Anabantiformes. Ordning för Polycentridae är i traditionell systematik Perciformes, men betecknas enligt nyare kladistisk klassificering som oviss, incertae sedis. Polycentridae tros enligt fylogenetiska studier inte vara närmare släkt med Nandidae, utan bara avlägset släkt. Nandus kan för att förtydliga något kring trivalnamnen idag närmast sägas motsvara "asiatiska bladfiskar".